# Jerry Yester
Jerome Alan Yester dit Jerry Yester, né à Birmingham (Alabama) le 9 janvier 1943, est un musicien américain. 

## Biographie
Il grandit à Burbank (Californie) où il forme en 1960 un duo avec son frère Jim, les Yester Brothers, qui se produit dans des clubs folkloriques de Los Angeles. Lorsque Jim s'enrôle dans l'armée, Jerry rejoint The New Christy Minstrels puis, en 1963, le Modern Folk Quartet (en) qui réalise deux albums au cours des deux années suivantes. Yester joue aussi du piano en 1965 sur Do You Believe in Magic de The Lovin' Spoonful.
En 1966 Modern Folk Quartet se sépare. Yester commence à travailler comme artiste solo et producteur, avec sa femme Judy Henske (en), avec le groupe de son frère Jim, The Association, avec The Turtles et surtout avec Tim Buckley dont il produit Goodbye and Hello et Happy Sad. L'année suivante il rejoint The Lovin 'Spoonful, pour y remplacer Zal Yanovsky (avec qui il a également travaillé plus tard comme producteur), mais en 1968, le Spoonful se sépare. 
En 1969, Henske, Yester et Yanovsky se réunissent pour sortir l'album Farewell Aldebaran (en), sur lequel Yester joue près d'une douzaine d'instruments. L'année suivante Yester et Henske forment un nouveau groupe, Rosebud, mais le groupe se dissout dès 1971, le couple divorçant.
Yester continue alors sa carrière comme producteur et / ou arrangeur sur des albums de The Turtles, de Pat Boone, d' Aztec Two-Step (en) et de Tom Waits, et dans les années 1970, il joue également The Association et le Modern Folk Quartet qui s'est reformé. Au milieu des années 1980, il s'installe à Hawaï où il forme un groupe de danse appelé Rainbow Connection avec son frère Jim.
En 1988, il accompagne le Modern Folk Quartet en tournées périodiques au Japon et, depuis cette date, a enregistré sept CD sous des labels japonais. En 1991, les deux frères Yester rejoignent Lovin 'Spoonful avec qui Jerry continue de tourner. 
Le 7 octobre 2017, Jerry Yester est arrêté en Arkansas pour possession de pornographie infantile. Il est libéré après versement d'une caution de 35 000 $. À la suite de son arrestation, il est renvoyé de The Lovin 'Spoonful.

## Discographie

### New Christy Minstrels
- Presenting: The New Christy Minstrels (Album, 1962)

### Les Baxter’s Balladeers
- Les Baxter’s Balladeers (Album, 1963)

### Modern Folk Quartet
- The Modern Folk Quartet (Album, 1963)
- Changes (Album, 1964)
- Moonlight Serenade (Album, 1985)
- Live In Japan (Album, 1989)
- Bamboo Saloon (Album, 1990)
- Christmas (Album, 1990)
- Wolfgang (Album, 1991)
- Highway 70 (Album, 1995)

### Lovin’ Spoonful
- She Is Still A Mystery / Only Pretty, What A Pity (Single, 1967)
- Everything Playing (Album, 1967)
- Money / Close Your Eyes (Single, 1968)
- Revelation: Revolution ’69 (Album, 1968)
- Never Going Back / Forever (Single, 1968)
- Live At The Hotel Seville (Album, 1999)

### Jerry Yester & Judy Henske
- Sound Of Summer Showers / Ashes Have Turned (Single, 1966)
- Farewell Aldebaran (Album, 1969)
- Rosebud (Album, 1971)

### Jerry Yester Solo
- I Can Live Without You / Garden Of Imagining (Single, 1967)
- Just Like The Big Time … Only Smaller (Album, 1990)
- Yester (Album, 2009)
- Sentimental Jorney (Album, 2010)